# 市政社会主义
市政社会主义（英語：Municipal socialism），又称地方公有社会主义，是一种利用地方政府来推进社会主义目标的社会主义形式。它是一种市政主義，其中明确表达了其社会主义目标。在某些情况下，“市政主义”一词曾与地方主义的概念相关联。然而，当这种方式在19世纪末被各类社会主义网络采用后，这种社会变革方法在欧洲和北美传播开来。在若干地方选举中获得成功后，到20世纪初，市政社会主义的讨论变得更加实际化。日内瓦大学的政治经济学教授爱德加·米洛创办《直接管理年鉴》这一学术期刊，旨在科学地研究将原本由私人企业主导的领域转变为新型公共服务的初步步骤。这本期刊为欧洲和北美日益增长的市政社会主义网络做出了贡献，在地方层面团结了三类运动：市政公共服务（如煤气、交通、污水处理等）的工会，消费者和工业合作社，以及包括反对价格和租金上涨的租户团体在内的其他消费者协会。